# Pseudostixis flavomarmoratus
Pseudostixis flavomarmoratus är en skalbaggsart som beskrevs av Stefan von Breuning 1964. Pseudostixis flavomarmoratus ingår i släktet Pseudostixis och familjen långhorningar. Inga underarter finns listade i Catalogue of Life.